# Porsche 996
El Porsche 996 es un automóvil creado por la marca Porsche. Este fue anunciado en el año 1997 y comercializado entre el 1997 y el 2005. Pertenece a la serie 911. Este coche supuso un cambio de era en la serie 911. Uno de los principales cambios que introdujo el Porche 996 en su época era el motor refrigerado por agua, el cual dejaba atrás a los motores refrigerados por aire y supondría un gran cambio en la fabricación de automóviles posteriores. Se fabricarían varios modelos del 996, entre los cuales encontramos el Porsche 911/996 Carrera (1998-2005), el Porsche 911/996 GT3 (2000-2005), el Porsche 911/996 Turbo (2000-2005), el Porsche 911/996 Carrera 4S (2001-2005), el Porsche 911/996 Turbo S (2001-2005), el Porsche 911/996 GT3 RS (2003-2005) y el Porsche 911/996 GT2 (2003-2005). Se fabricaron un total de 175.262 unidades entre 1997 y 2005.

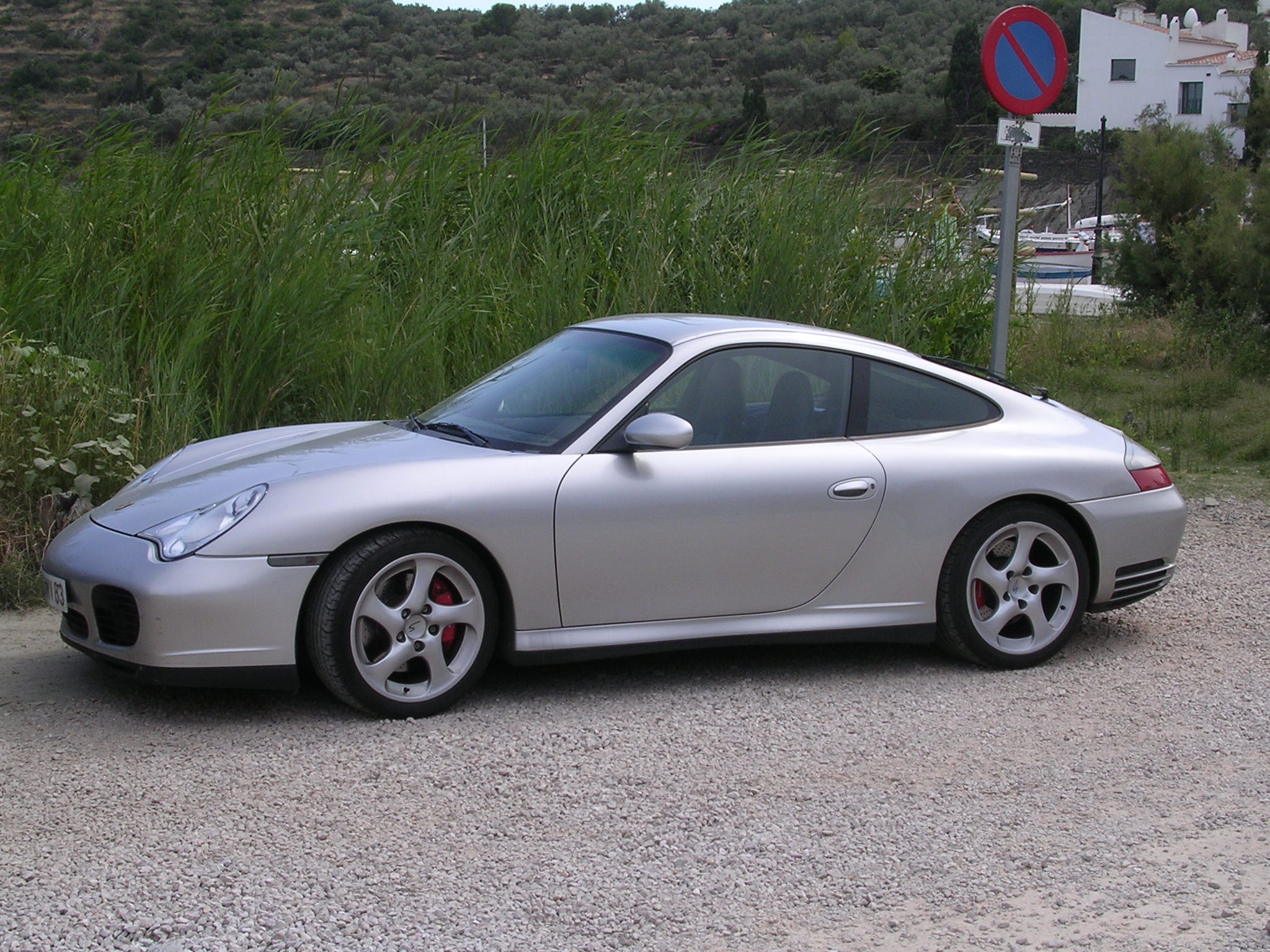

## Diseño

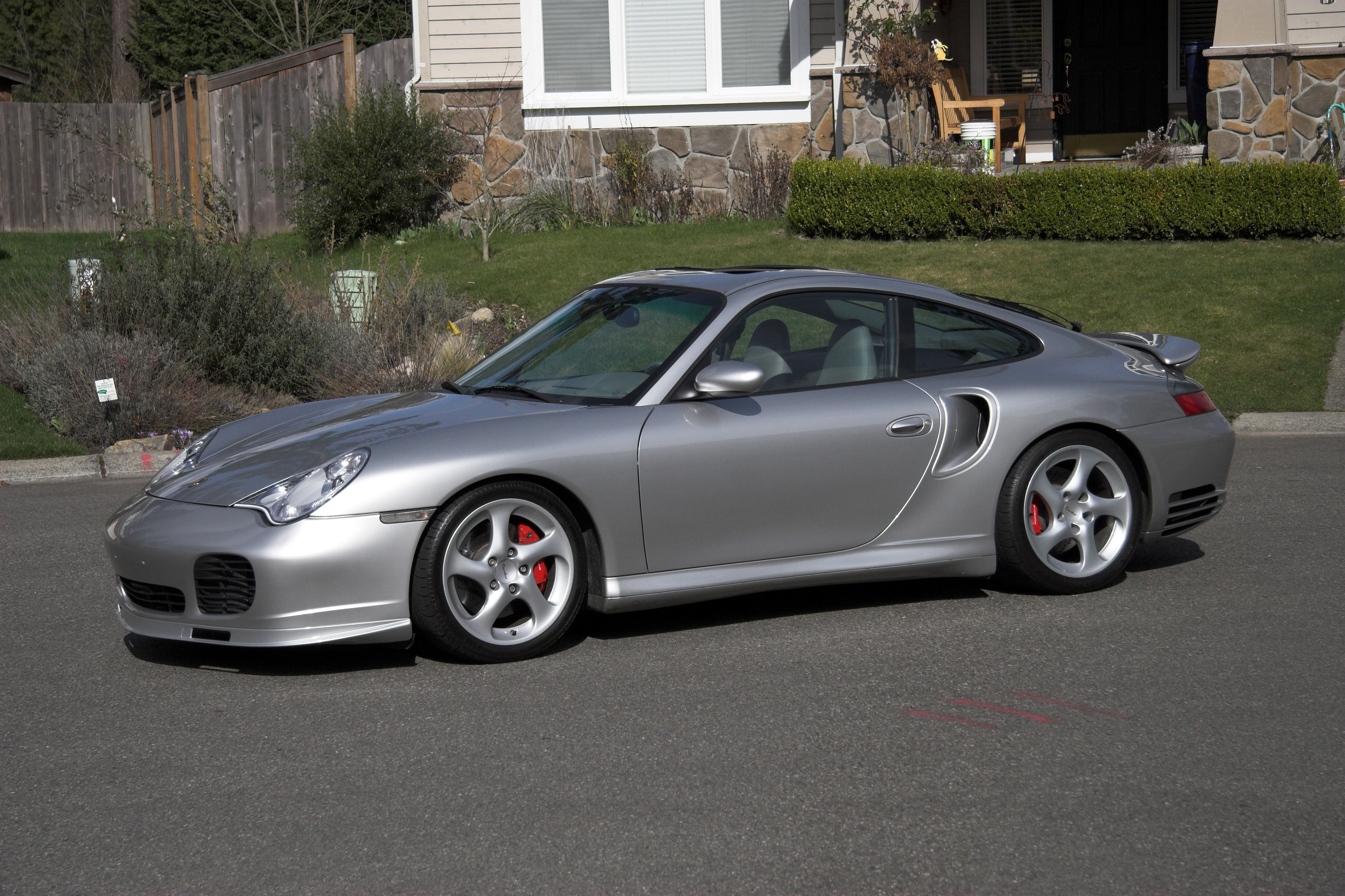
Porsche Twin Turbo 996 X50

El Porche 996 fue diseñado por Pinky Lai. Los primeros modelos del 996 estaban disponibles como Cupé o descapotable.
Cuenta con tracción trasera y con una transmisión manual de seis velocidades. Cuenta con un Boxer de 3,4 litros refrigerado por agua, el cual se ubica en la parte trasera del coche y denominado M96, que ofrece 300 CV. Tiene tres puertas y cuatro asientos. Tiene un peso de 1.320 kg. Cuenta con unos frenos hidráulicos de disco.
En sus primeras versiones, el 996 contaba con los faros "huevo frito", llamados así por la unión de la forma de su faro y el intermitente naranja. Esta forma de sus faros levantaron gran polémica, debido a que los puristas achacaban que eran muy semejantes a los faros del recién nacido Porsche Boxster. Por esta razón, se le dio un lavado de cara al Porsche 996 cambiando la forma de los faros (los cuales seguían sin ser redondos), respondiendo así a las críticas.